# Tsukiji (metropolitana di Tokyo)
La Stazione di Tsukiji (築地駅?, Tsukiji-eki) è una stazione della Metropolitana di Tokyo, si trova a Minato. La stazione è servita dalla linea Hibiya della Tokyo Metro. La stazione è nelle vicinanze del famoso mercato ittico di Tsukiji, il più grande al mondo nel suo genere.

## Struttura
La stazione è costituita da due marciapiedi laterali con due binari centrali.
| 1 | Linea Hibiya | per Ginza, Ebisu, Naka-Meguro e, via linea Tōkyū Tōyoko Hiyoshi e Kikuna |
| 2 | Linea Hibiya | per Ueno, Kita-Senju e, via linea Tōbu Isesaki, Tōbu Dōbutsu Kōen        |

## Stazioni adiacenti
| «             | Servizio     | »            |
| Linea Hibiya  | Linea Hibiya | Linea Hibiya |
| ------------- | ------------ | ------------ |
| Higashi-Ginza | -            | Hatchōbori   |